# Patriarchalkathedrale von Bukarest

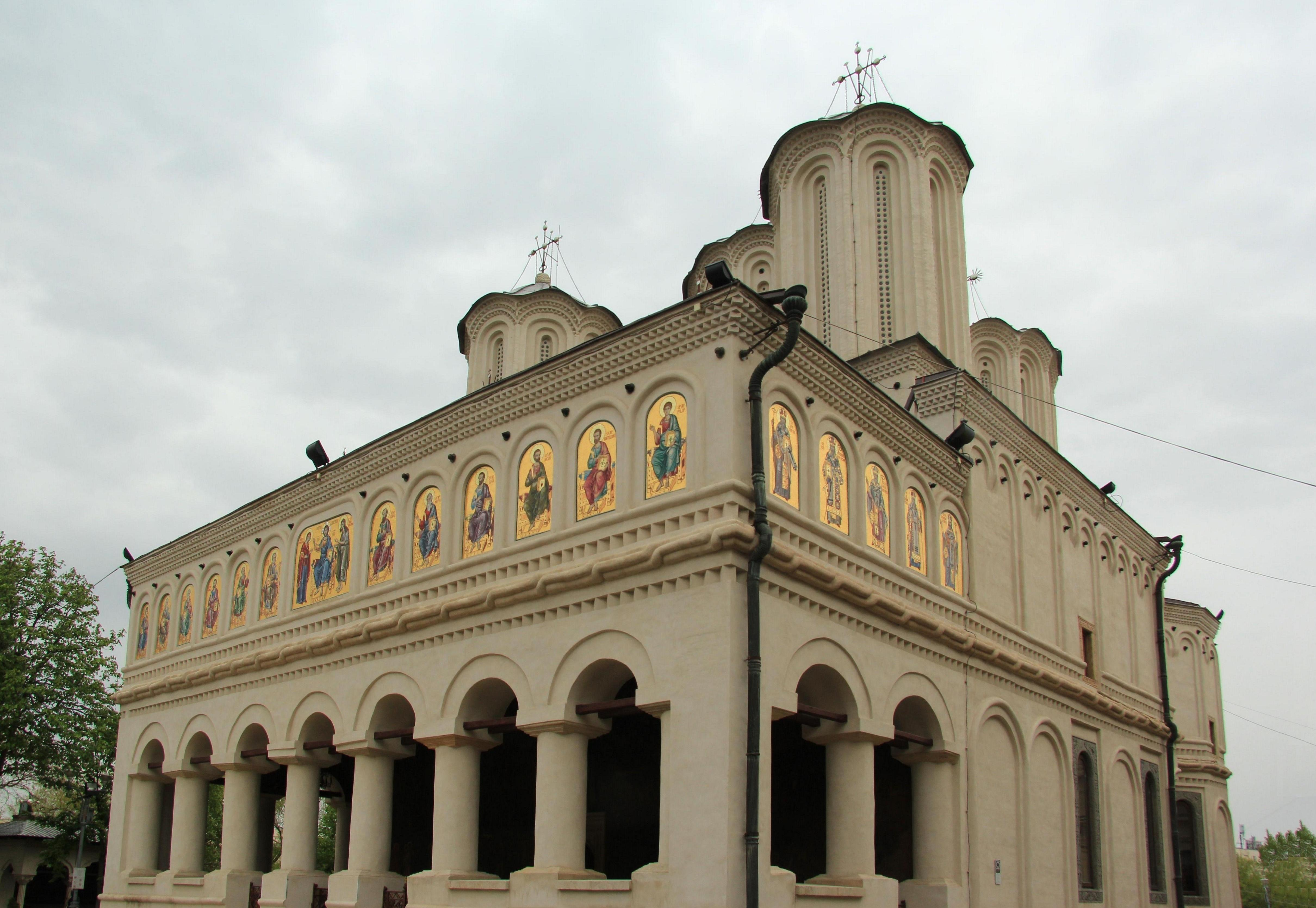
Patriarchalkathedrale St. Konstantin und Helena

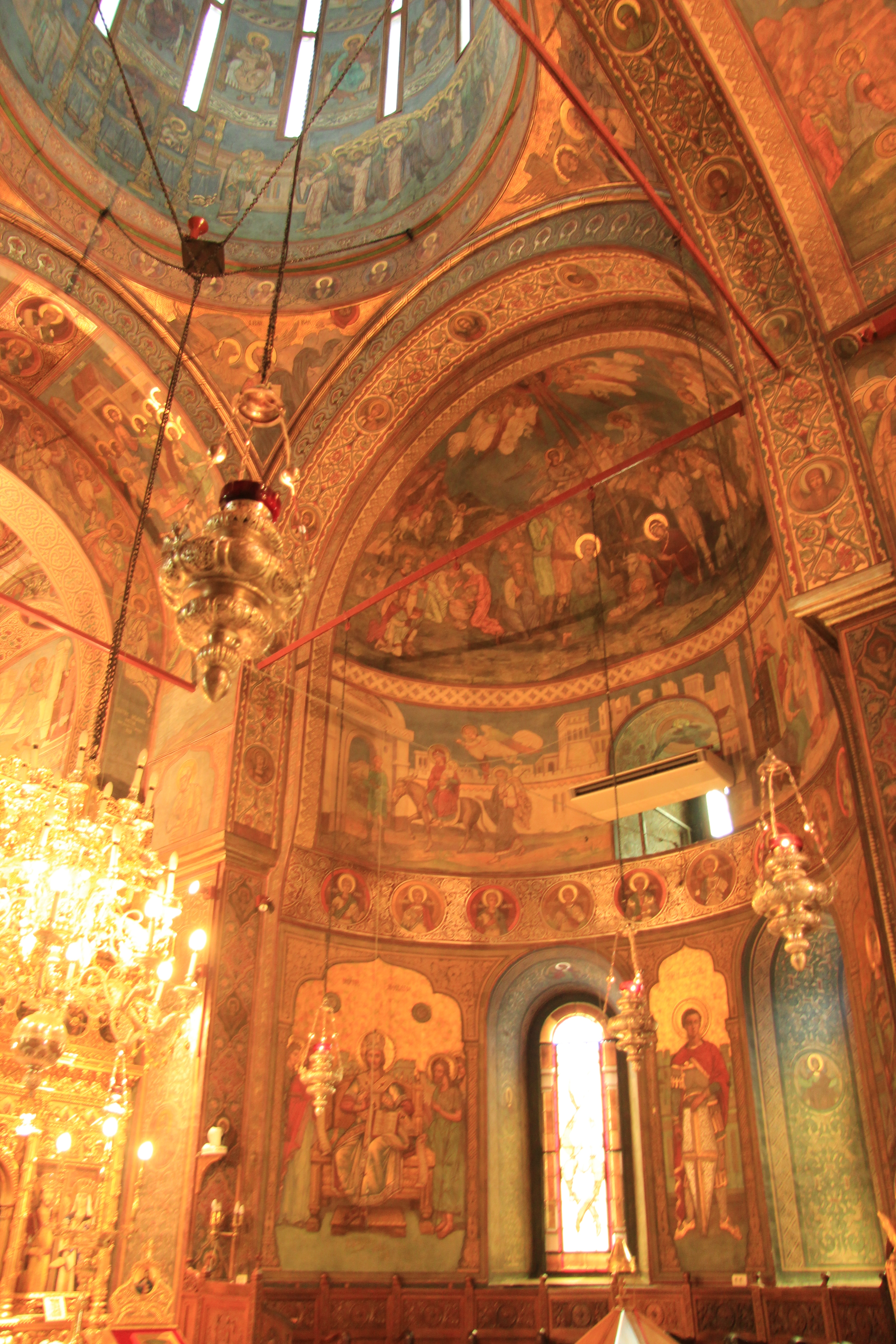
Blick in die Kuppel und eine der Apsiden

Die Patriarchalkathedrale von Bukarest mit dem Patrozinium der Heiligen Konstantin und Helena (rumän. Catedrala Patriarhală Sf. Împărați Constantin și Elena) ist die Kathedrale des Patriarchen der rumänisch-orthodoxen Kirche in der rumänischen Hauptstadt Bukarest.

## Geschichte
Die heutige Kathedrale entstand als Teil eines Klosters, das Constantin Șerban Basarab, Fürst der Walachei, im Jahr 1656 gründete. Sie wurde 1658 geweiht. Wenige Jahre später wurde das Kloster Sitz des Metropoliten von Bukarest. 1925 erhielt die rumänisch-orthodoxe Kirche den Rang eines Patriarchats und die Metropolitankirche wurde zur Patriarchalkathedrale erhoben – zunächst mit der Absicht, später eine größere Kathedrale zu bauen. Stattdessen wurde die vorhandene Kathedrale im 18., 19., 20. und 21. Jahrhundert schrittweise restauriert, nach Westen erweitert und reicher ausgestattet. In den 1960er Jahren wurde dabei anhand des Vorbilds der Kathedrale von Argeș eine Wiederannäherung an den ursprünglichen Zustand angestrebt.
Seit 2010 wird beim Parlamentspalast die ungleich größere Kathedrale der Erlösung des Volkes gebaut, die nach ihrer Fertigstellung die St.-Konstantin-und-Helena-Kirche als Patriarchalkathedrale ablösen soll.

## Architektur und Ausstattung
Die Kathedrale ist im Kern ein Zentralbau mit Kuppel auf dem Grundriss eines griechischen Kreuzes. Nach Westen ist sie um einen Vorbau mit einer weiteren Haupt- und mehreren Nebenkuppeln sowie um einen mosaikengeschmückten Narthex ergänzt. Die reiche Ausstattung mit Bauschmuck, Ikonen, Fresken und Schnitzwerk stammt aus allen Jahrhunderten ihrer Geschichte.